# Ziarniak

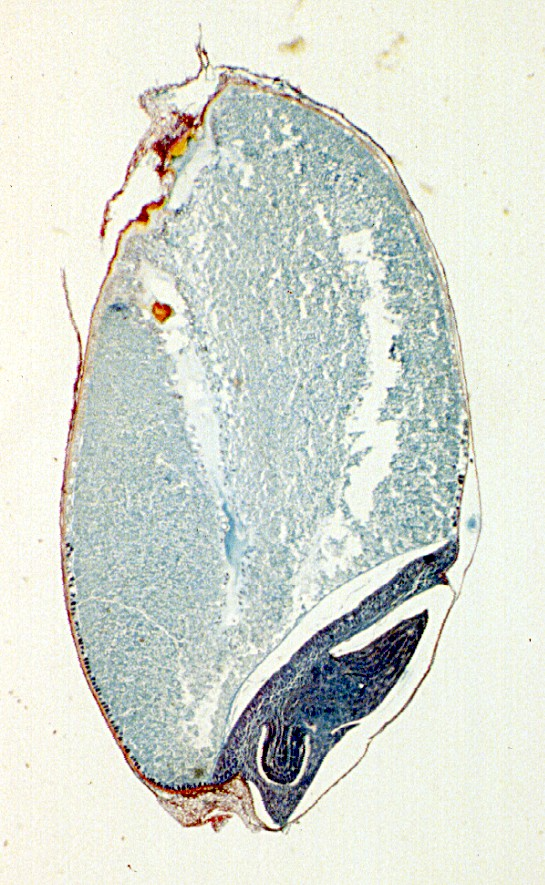
Przekrój podłużny przez ziarniaka pszenicy. Ciemna warstwa zewnętrzna to okrywa owocowo-nasienna, jasne wnętrze to obielmo, u dołu po prawej ciemno zabarwiony zarodek

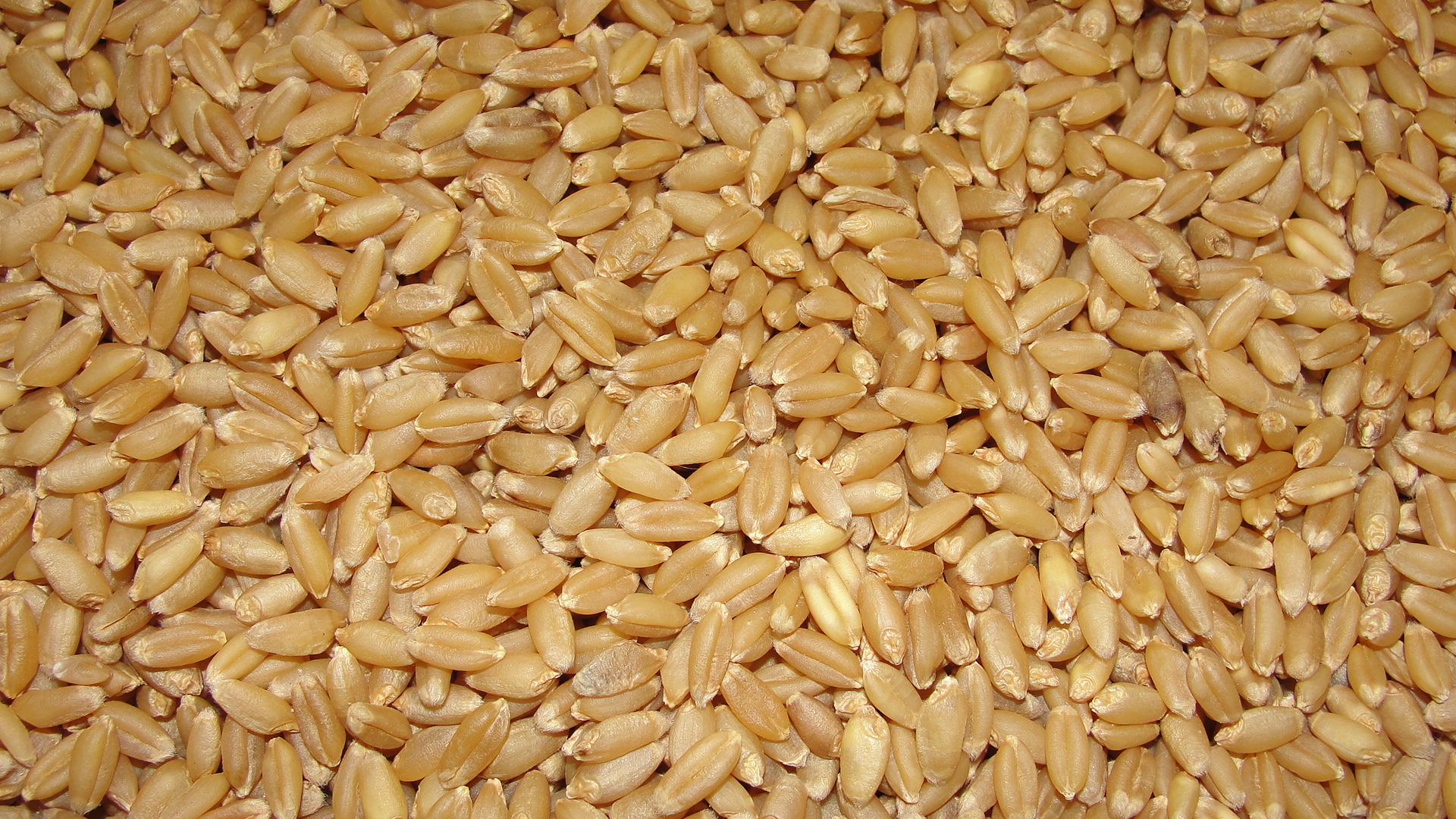
Ziarniaki pszenicy

Ziarniak (caryopsis) – suchy, niepękający owoc traw będący jednonasienną niełupką. 
Ziarniak okryty jest okrywą owocowo-nasienną, która powstaje ze zrośnięcia się kilkuwarstwowej owocni, łupiny nasiennej i resztek obielma. Główną masę ziarniaka stanowi nasiono zawierające niewielki zarodek oraz bielmo stanowiące jego znaczną część. W rolnictwie i potocznie ziarniaki określa się zbiorczą nazwą „ziarno”. Ziarna zbóż stanowią podstawowe źródło pokarmu roślinnego dla ludzi.

## Budowa zewnętrzna
W zależności od tego, czy ziarniak jest ściśle otoczony lub zrośnięty z plewkami, czy też wypada spomiędzy nich po dojrzeniu, wyróżnia się odpowiednio ziarniaki nagie i oplewione. W przypadku traw z kłoskami wielokwiatowymi, po ich rozpadzie, na brzusznej stronie oplewionego ziarniaka pozostaje fragment osadki. Ze względu na jego zróżnicowanie u poszczególnych gatunków pod względem wielkości, kształtu i owłosienia – wykorzystywany jest on jako cecha taksonomiczna. Dojrzałe ziarniaki mogą odpadać też z całymi kłoskami jednokwiatowymi lub z fragmentami łamliwego kłosa.

## Budowa wewnętrzna i skład
W obrębie rodziny występuje zmienność budowy wewnętrznej owocni i łupiny nasiennej, która może się zachowywać w stanie dojrzałym lub ulegać degradacji. 
Bielmo stanowi 70-80% całej masy owocu. Bezpośrednio pod okrywą owocowo-nasienną znajduje się cienka warstwa bielma aleuronowego, bogatego w białko (stanowi ono 10-15% zawartości ziaren). Głębiej leży bielmo skrobiowe, którego głównym materiałem zapasowym jest skrobia (stanowi do 75% masy ziaren). Najgłębiej położone komórki bielma skrobiowego są zgniecione i martwe. Poza węglowodanami i białkami, ziarna zawierają błonnik, ok. 2% kwasów tłuszczowych, gł. nienasyconych, liczne witaminy, w tym zwłaszcza grupę B i witaminę E, związki mineralne i mikroelementy: żelazo, mangan, magnez, wapń i cynk, chociaż bywają związane z kwasem fitynowym i przez to w ograniczonym stopniu przyswajalne.

## Zastosowanie
Ziarna zbóż (z wyjątkiem zbóż rzekomych – gryki i komosy ryżowej) mają 25% udział w źródłach energii w pożywieniu ludzi w krajach wysoko rozwiniętych i aż do 85% w krajach słabo rozwiniętych. Po przetworzeniu uzyskuje się z nich: skrobię, białka, mąki (a z nich chleb i makaron), kasze, płatki, otręby, oleje (gł. olej kukurydziany), piwo, spirytus, poza tym także paszę dla zwierząt.